# Американська різанина
«Американська різанина» (англ. American Carnage) — американський комедійний фільм жахів 2022 року за сценарієм Дієго Галлівіса та Хуліо Галлівіса, режисера Дієго Галлівіса з Хорхе Лендеборгом-молодшим, Дженною Ортегою та Еріком Дейном у в головних ролях.

## Сюжет
Губернатор Фінн на майбутніх виборах планує знову переобратися на посаду губернатора штату. Для цього Фінн хоче заручитися підтримкою консервативних виборців. Він ухвалює закон, за яким усі нелегальні мігранти на території штату мають бути заарештовані, у тому числі їхні діти, навіть якщо вони народилися вже в США, оскільки вони не донесли до відповідних органів своїх батьків-нелегалів. При цьому для таких молодих затриманих є певна преференція. Якщо вони відпрацюють кілька місяців у будинку для літніх людей, то зможуть бути вільними.
У самому геріатричному пансіонаті постояльці поводяться досить дивно. Погоджені на цю програму допомоги літнім людям Джей Пі, Каміла, Біг Мак, Кріс та Міка об'єднуються, щоб розгадати таємницю будинку для людей літнього віку і втекти звідти. Біг Мак одного разу спостерігає, як один із старих, перш ніж померти, прямо-таки вивертається навиворіт. Ця подія лякає персонал. Пізніше Джей Пі від одної із бабусь дізнається свою сестру, яка також одного з ним віку. Поступово з'ясовується, що людей тут годують спеціальними гормонами, щоб їхнє м'ясо було ніжнішим і соковитішим. Побічний ефект від цих гормонів — передчасне старіння. Далі, коли людина вмирає, з неї роблять фарш, який потім відправляють до мережі кафе швидкого харчування, яке належить губернатору Фінну.
Міка виявляється зрадницею, яка таємно працює на адміністрацію, а Кріс гине. Решті ж вдається підняти бунт, залучивши на свій бік усіх постояльців геріатричного пансіонату. Ця історія стає надбанням громадськості. Губернатор Фінн змушений тікати з країни, його мережу кафе швидкого харчування закривають, а Конгрес випускає мігрантів, взятих раніше під арешт.

## У ролях
- Хорхе Лендеборг молодший — Джей Пі
- Дженна Ортега — Каміла
- Аллен Мальдонадо — Біг Мак
- Гумарі Моралес — Лілі
- Хорхе Діас — Кріс
- Белла Ортіс — Міка
- Ерік Дейн — Едді
- Бретт Каллен — Гарпер Фінн
- Джозеф Ейвері — Джеймс
- Катрін МакКафферті — Синтія
- Ендрю Кемпфер — Брюс

## Назва
Вираз «American Carnage» (дослівно з англійської — «Американська бійня» або «Американська різанина») взято з інавгураційної промови Дональда Трампа. У своїй промові Президент США перерахував проблеми, які існують у сучасному американському суспільстві, у тому числі поскаржився на злочинність, заворушення та наркотики, які забирають надто багато життів і не дають реалізувати потенціал країни. «Ця американська бійня припиниться прямо тут і зараз», — заявив тоді Трамп.

## Прийом
Відгуки на фільм були досить стримані. На сайті Rotten Tomatoes рейтинг фільму становить 58 % на основі 24 рецензій. Зазначалося, що фільм черпає натхнення у фільмі «Пастка» (2017), але при цьому йому поступається. Відзначалася також непослідовність сюжету, коли історія починається як соціальний коментар, а потім у якийсь момент перетворюється на жах. Проте критики переважно добре відгукувалися про персонажів і акторів, які втілили ці образи.
Алекс Савельєв з Film Threat оцінив фільм на 5 балів з 10, пояснивши: «Американська різанина висвітлює правильну ціль, однак він не досяг цілі».
Ноель Мюррей з «Лос-Анджелес Таймс» дав позитивну рецензію фільму, назвавши його «живим, пристрасним і лише трохи перебільшеним поглядом на те, як деякі люди використовують антимігрантські настрої, щоб відвернути увагу від власних жахливих правопорушень».